# Journal of the International AIDS Society
Das Journal of the International AIDS Society, abgekürzt J. Int. AIDS Soc., ist eine wissenschaftliche Fachzeitschrift, die von der International AIDS Society veröffentlicht wird. Die Zeitschrift erscheint ausschließlich online im Open Access. Es werden Arbeiten veröffentlicht, die sich mit allen Aspekten der HIV-Epidemie beschäftigen.
Der Impact Factor lag im Jahr 2014 bei 5,090. Nach der Statistik des ISI Web of Knowledge wird das Journal mit diesem Impact Factor in der Kategorie Infektionskrankheiten an neunter Stelle von 78 Zeitschriften und in der Kategorie Immunologie an 25. Stelle von 148 Zeitschriften geführt.